# Mycobacterium fortuitum
Mycobacterium fortuitum là một loài nontuberculous của ngành actinobacteria (vi khuẩn Gram dương với hàm lượng lớn guanine và cytosine, một trong những ngành lớn trong tất cả các vi khuẩn), thuộc chi Mycobacterium.

## Bối cảnh
Mycobacterium fortuitum là một loài phát triển nhanh có thể gây nhiễm trùng. Thuật ngữ "phát triển nhanh" là nhắc đến tốc độ tăng trưởng 3 hoặc 4 ngày, khi so sánh với Mycobacteria khác có thể mất vài tuần để phát triển trên môi trường phòng thí nghiệm. Nhiễm trùng phổi của M. fortuitum là không phổ biến, nhưng Mycobacterium fortuitum có thể gây ra bệnh da địa phương, viêm tủy xương (viêm xương), nhiễm trùng khớp và nhiễm trùng mắt sau chấn thương. Mycobacterium fortuitum có phân phối trên toàn thế giới và có thể được tìm thấy trong nước và nước thải tự nhiên và xử lý.
Vi khuẩn được phân loại là Mycobacteria, bao gồm các tác nhân gây bệnh lao và bệnh phong. Mycobacteria đôi khi được gọi là "vi khuẩn có tính axit nhanh", một thuật ngữ đề cập đến phản ứng của chúng đối với kỹ thuật nhuộm trong phòng thí nghiệm. Điều này đơn giản có nghĩa là khi các hình ảnh hiển vi của những vi khuẩn này được rửa sạch bằng dung dịch axit, chúng giữ lại một chất nhuộm màu đỏ. Mycobacterium fortuitum là một trong nhiều loài mycobacteria không nhiễm bệnh (NTM) thường được tìm thấy trong môi trường. Chúng không liên quan đến bệnh lao. Tuy nhiên, điều này không có nghĩa là chúng sẽ không gây nhiễm trùng trong hoàn cảnh thích hợp.
M. fortuitum nhiễm trùng có thể là một bệnh nhiễm trùng bệnh viện. Các địa điểm phẫu thuật có thể bị nhiễm trùng sau khi vết thương được tiếp xúc trực tiếp hoặc gián tiếp với nước máy bị ô nhiễm. Các nguồn có thể khác của nhiễm trùng M. fortuitum bao gồm các thiết bị cấy ghép như catheter, áp xe tại chỗ tiêm, và nội soi bị nhiễm trùng. Ấn phẩm gần đây về Mycobacteria đang phát triển nhanh (RGM) có sẵn cung cấp các khía cạnh sau đây của RGM: (i) nguồn của nó, các yếu tố ảnh hưởng, biểu hiện lâm sàng và nhiễm nấm đồng thời; (ii) những rủi ro của việc chẩn đoán sai trong việc quản lý nhiễm RGM trong các bệnh về da liễu; (iii) chẩn đoán và kết quả của các đáp ứng điều trị trong các bệnh nhiễm trùng phổ biến và không phổ biến ở bệnh nhân suy giảm miễn dịch và miễn dịch; (iv) các phương pháp phân tử thông thường so với hiện tại để phát hiện RGM; (v) các nguyên tắc cơ bản của một MS MALDI-TOF đầy hứa hẹn, giao thức lấy mẫu cho tổn thương da hoặc dưới da và tiềm năng của nó đối với sự khác biệt chính xác của M. fortuitum,M. chelonae, và M. abscessus; và (vi) các cải tiến trong quản lý nhiễm RGM như được mô tả trong các hướng dẫn của Viện Tiêu chuẩn Lâm sàng và Phòng thí nghiệm 2011 (Clinical and Laboratory Standards Institute - CLSI) gần đây, bao gồm các tiêu chuẩn giải nghĩa của phương pháp phân tử và các bảng thuốc kháng khuẩn và điểm phá vỡ của chúng [nồng độ ức chế tối thiểu (MIC)] được nhấn mạnh cho việc bắt đầu điều trị kháng khuẩn (Kothavade RJ và cộng sự, 2012).

## Mô tả
Trực khuẩn Gram dương (1-3 µm x 0.2-0.4 µm), không đồng vị và kháng acid. Đôi khi hình que các tế bào hình chuỗi hạt hoặc bị phình ra hình bầu dục không kháng axít ở một đầu.

## Đặc điểm khuẩn lạc
•	Các khuẩn lạc bán cầu nhẵn, thường có màu trắng hoặc màu kem. Có thể có màu nâu sẫm, sáp, đa bào và thậm chí là cụm hoa hồng (pha loãng).
•	Trên môi trường xanh Malachite có chứa các chất thích hợp, chẳng hạn như môi trường Löwenstein-Jensen, các khuẩn lạc có thể hấp thụ thuốc nhuộm màu xanh lá cây.

## Sinh lý học
- Tăng trưởng nhanh trong môi trường Löwenstein-Jensen trong vòng 2-4 ngày.
- Không tăng trưởng ở 45 °C, nhưng mọc trên thạch MacConkey.

## Đặc điểm vi phân
- Sự khác biệt từ M. fortuitum subsp. acetamidolyticum bằng khả năng sử dụng L-glutamate và không có khả năng sử dụng acetamid làm nguồn nitơ và cacbon đồng thời. Cả hai phân loài đều chia sẻ một chuỗi rDNA 5'- 16S giống hệt nhau. Tuy nhiên, các chuỗi ITS thì khác nhau.

## Sinh bệnh học
- Các loại nhiễm trùng lẻ tẻ khác nhau: [1] bệnh phổi, áp xe cục bộ.
- Nhiễm trùng vết thương sau mổ, viêm nội tâm mạc, viêm màng não và viêm tủy xương.
- Nhiễm trùng hậu phẫu sau phẫu thuật nâng ngực.
- Cấp độ an toàn sinh học 2

## Điều trị
Hướng dẫn năm 2007 "Tuyên bố chính thức của Hiệp hội Ung thư Hoa Kỳ (American Thoracic Society - ATS) và Bệnh truyền nhiễm của Hoa Kỳ (Infectious Diseases Society of America - IDSA): chẩn đoán, điều trị và phòng ngừa các bệnh do vi khuẩn lao không lao", ghi chú rằng các chủng M. fortuitum thường dễ bị nhiều tác nhân kháng khuẩn đường uống., bao gồm macrolides, quinolones, một số tetracycline, và sulfonamides, cũng như các carbapenems tiêm tĩnh mạch (ví dụ imipenem). Ondansetron HCL (Zofran) là một thuốc chống nôn thường được dùng để bù lại sự buồn nôn và ói mửa là một tác dụng phụ thường gặp của Imipenem. Nhiễm trùng nặng đòi hỏi phải điều trị tiêm tĩnh mạch kết hợp với thuốc kháng sinh uống trong một thời gian dài, lên đến vài tháng. Các hướng dẫn khuyến cáo "cho bệnh da, xương, và mô M fortuitum mô nghiêm trọng, tối thiểu 4 tháng điều trị với ít nhất hai tác nhân có hoạt tính in vitro chống lại chủng phân lập lâm sàng là cần thiết để cung cấp khả năng chữa bệnh cao. Phẫu thuật thường được chỉ định với bệnh rộng, hình thành áp xe, hoặc nơi điều trị bằng thuốc là khó khăn. "

## Loại gây bệnh
- Tìm thấy trên toàn thế giới trong đất, bụi, sông, hồ và nước máy.
- Đầu tiên được phân lập từ một bệnh nhân 25 tuổi (áp xe tiêm) ở Rio de Janeiro.
- Cũng bị cô lập từ các hạch bạch huyết của gia súc và nhiễm trùng hệ thống hoặc nốt sần của ếch.